# المجرة واندر
المجرة واندر (بالإنجليزية: Wander Over Yonder)‏ هو مسلسل رسوم متحركة أمريكي/كندي أعده آساف فيبكي. وعرضت الحلقة الأولى على ديزني XD في 2013، في الساعة 3:30 مساء بالتوقيت الشرقي. وبثت الحلقة الأخيرة في 2016. تم إنتاج سلسلة من استوديو نيرد كورب إنترتينمنت.

## وصلات خارجية
- المجرة واندر على موقع IMDb (الإنجليزية)
- المجرة واندر على موقع روتن توميتوز (الإنجليزية)
- المجرة واندر على موقع كينوبويسك (الروسية)
- المجرة واندر على موقع قاعدة بيانات الفيلم (الإنجليزية)

لم يتم العثور على روابط لمواقع التواصل الاجتماعي.